# Данијел Нарсис
Данијел Нарсис (фр. Daniel Narcisse; Сен Дени, 16. децембар 1979) бивши је француски рукометаш. Играо је на позицији средњег бека. Проглашен је за најбољег играча на свету 2012. године. Због своје физичке припремљености надимак му је био Air France.

## Клупска каријера
Нарсис је своју каријеру започео 1998. године у француском прволигашу Шамберију у којем је играо све до 2004. Након шест година проведених у клубу, 2004. прелази у њемачки Гумерсбах у којем је провео наредне три сезоне. 2007. године се враћа у Шамбери где игра до 2009. када прелази у Кил као замена за Николу Карабатића. Са Килом осваја Лигу шампиона 2010. и 2012. године. 2013. се враћа у домовину и потписује за Париз Сен Жермен у којем је провео наредних пет сезона где је и завршио професионалну каријеру.

## Репрезентативна каријера
Нарсис је био и један од главних играча репрезентације Француске чији је члан био пуних седамнаест година. Са Француском је освојио све најважније титуле по неколико пута — златну медаљу на Олимпијским играма 2008. у Пекингу и 2012. у Лондону, Светском првенству 2001. у Француској, 2009. у Хрватској, 2015. у Катару и 2017. у Француској и на Европском првенству 2006. у Швајцарској, 2010. у Аустрији и 2014. у Данској. Такође је освојио и сребрену медаљу на Олимпијским играма 2016. у Рио де Жанеиру те бронзе на Светском првенству 2003. у Португалу и 2005. у Тунису и на Европском првенству 2008. у Норвешкој.

## Награде и признања
- Најбољи играч на свету: 2012.
- Најбољи тим на Олимпијским играма: 2008.
- Најбољи тим на Европском првенству: 2008.
- Најбољи играч Француске лиге: 2002, 2009.
- Најбољи тим Француске лиге: 2001, 2002, 2003, 2008, 2009.

## Клупски трофеји

### Шамбери
- Првенство Француске: 2001.
- Лига куп Француске: 2002.

### Кил
- Лига шампиона: 2010, 2012.
- Првенство Њемачке: 2010, 2012, 2013.
- Куп Њемачке: 2011, 2012, 2013.
- Суперкуп Њемачке: 2013.
- Светско првенство за клубове: 2011.

### Париз Сен Жермен
- Првенство Француске: 2015, 2016, 2017, 2018.
- Куп Француске: 2014, 2015, 2018.
- Лига куп Француске: 2017, 2018.
- Суперкуп Француске: 2014, 2015, 2016.